# 小美人魚2：重返大海
《小美人魚2：重返大海》（英語：The Little Mermaid II: Return to the Sea）是迪士尼動畫工作室於2000年9月19日發售的錄影帶首映作品。該作為1989年上映的《小美人魚》的原創續集，講述變成人類的人魚公主愛麗兒與艾瑞克所生的女兒美露兒的經歷。整個影片以色彩鮮明的人物造型及全新的畫面配上四首新歌，重新演繹了不一樣的小美人魚冒險故事。
台灣於2001年在台灣迪士尼頻道首播。錄影帶、VCD、DVD在2000年11月同步推出。電影發行後獲得負面為主的評價，受批評的部分多集中在電影吸引力不如前作，還有編劇悖離前作主題、特定橋段老調重彈的問題。

## 劇情概要
愛麗兒和艾瑞克在陸地成婚後，他們生下了一個可愛的女兒，名叫美露兒（Melody）。爲了慶賀美露兒的誕生，所有人魚王國的朋友們都浮出水面，來為美露兒慶祝。此時，海巫婆烏蘇拉的妹妹莫吉娜出現了，她試圖搶奪還在繈褓中的美露兒，但在川頓國王和艾瑞克的保護下她未能成功，所以她決定再次尋找機會，伺機報復。愛麗兒的父親川頓國王命令侍衛前去追捕莫吉娜，但卻無法找到她的巢穴。
美露兒漸漸長大了，她並不知道自己擁有美人魚的血統。而且她還十分嚮往暢遊大海的生活，希望能像美人魚一樣在大海中自由自在的遨遊。然而愛麗兒非常反對美露兒接近大海，怕她總有一天會遇到危險，所以他們就在美露兒誕生後不久，在城堡的外圍建了一堵巨大的圍牆，將海洋隔離開來，命令所有人禁止接近大海。美露兒非常不理解父母的做法，就和愛麗兒爭論起來，於是她違背父母的意願離家出走了。美露兒的出走正中莫吉娜的下懷，一心想要為死去的姊姊報仇的莫吉娜，認為正好可以利用美露兒來達到自己的目的，她不惜動用了烏蘇拉的魔藥將美露兒變成了一隻美人魚，贏得了美露兒的信任。唆使她去盜取川頓國王的三叉戟，這樣美露兒就可以永遠成為美人魚。
美露兒的離家令愛麗兒和艾瑞克擔心不已，愛麗兒將此事告訴了她的父王川頓國王，自己也決定再次變回美人魚，重返海底世界，邀集童年時的夥伴們一起在海中尋找美露兒的下落。
美露兒與在途中遇到的夥伴一同潛入海底王國，成功盜取了三叉戟，在準備把它交給莫吉娜的時候，愛麗兒出現了，試圖阻止美露兒。美露兒怪母親欺騙了她，執意把三叉戟交給了莫吉娜，獲得海王力量的莫吉娜過河拆橋，用冰牆把美露兒封堵在岩洞中。美露兒這才意識到自己被莫吉娜利用了，竟然偷取了自己外公的東西，讓海洋陷入威脅。爲了救回母親，拿回三叉戟，在夥伴們的幫助下，美露兒成功脫險。最終美露兒冒死從莫吉娜手中搶回了三叉戟，三叉戟又重新回到川頓國王手中，並將莫吉娜封印在冰塊中，與烏蘇拉的肖像畫一同沉入海底深淵。
事件落幕後，美露兒與家人們團聚，為自己闖下大禍、釀成海洋危機一事致歉，川頓國王於是讓美露兒決定她可以選擇是否永遠成為人魚，但是美露兒隨後的選擇出乎眾人的意料之外：她借用三叉戟的力量摧毀了隔絕城堡外圍與海洋的圍牆，從此之後，人們可以自由接近大海，人類和人魚也能和平共處。

## 配音員
| 配音            | 配音                | 配音                | 角色                       |
| 英語            | 國語                | 粵語                | 角色                       |
| --------------- | ------------------- | ------------------- | -------------------------- |
| 茱蒂·班森       | 陳德容 陳秀珠（唱） | 馮蔚衡 陳美鳳（唱） | 艾莉兒（Ariel）            |
| 塔拉·史壯       | 林芷揚 莊惠茹（唱） | 林小寶              | 美莉緹（Melody）           |
| 山姆·E·懷特     | 佟紹宗 謝文德（唱） | 葉振邦 譚錫禧（唱） | 賽巴斯丁（Sebastian）      |
| 派特·克羅       | 姜瑰瑾              | 譚淑英              | 莫吉娜（Morgana）          |
| 羅布·寶羅森     | 姜先誠              | 關信培              | 亞力克王子（Prince Eric）  |
| 肯尼斯·馬斯     | 陳明陽              | 盧雄                | 川頓國王（King Triton）    |
| 卡姆·克拉克     | 劉安                | 潘燦良              | 小比目魚（Flounder）       |
| 巴迪·哈克特     | 沈光平              | 龍天生              | 史卡托（Scuttle）          |
| 克蘭西·布朗     | 沈光平              | 古明華              | 杜鯊（Undertow）           |
| 馬克斯·凱塞拉   | 劉傑                | 吳錦源              | 迪普（Tip）                |
| 史蒂芬·福斯     | 張立威              | 李建良 黃偉年（唱） | 戴許（Dash）               |
| 雷內·奧柏戎諾瓦 | 康殿宏              | 李忠強              | 路易廚師（Chef Louis）     |
| 愛蒂·馬克柯雷吉 | 鄭仁麗              | 謝月美              | 卡若妲（Carlotta）         |
| 凱·E·庫特爾     | 胡立成              | 甄錦華              | 吉姆（Grimsby）            |
| 法蘭克·维尔克   | 使用原音            | 使用原音            | 麥克斯（Max the Sheepdog） |

## 原聲帶
原聲帶CD在美國於2000年8月22日開始發行，除了片中的新歌外，還另外收錄了賽巴斯汀之前所出個人專輯中的歌曲，唯一遺憾的是該原聲帶沒有收錄片中所有的配樂，還有由美國鄉村歌手雪莉萊特（Chely Wright）所錄製的新版主題曲“Part of Your World”；“Part of Your World”只單獨做成了一張單曲CD，在迪士尼商店購買該片的正版錄影帶時才另外附贈。
1. Down To The Sea
2. Tip And Dash
3. Iko Iko
4. Octopus's Garden
5. For A Moment
6. Give A Little Love
7. Hot, Hot, Hot
8. Here On The Land And Sea (Finale)

## 評價
本片獲得的評價以負面居多，爛番茄根據6條專業評論，獲得17%新鮮度，平均得分3.8/10
。

## 外部連結
- 小美人魚2：重返大海 - 迪士尼電影版卡通 （页面存档备份，存于）
- 小美人魚2：重返大海 - 迪士尼電影資料庫 （页面存档备份，存于）
- 互联网电影数据库（IMDb）上《小美人魚2：重返大海》的资料（英文）
- 豆瓣电影上《小美人魚2：重返大海》的資料 （简体中文）
- 爛番茄上《小美人魚2：重返大海》的資料（英文）
- AllMovie上《小美人魚2：重返大海》的资料（英文）